# 海隆阿
海隆阿（？—？）為中國清朝武官官員，本籍滿洲，屬正紅旗。海隆阿於1796年（嘉慶1年）與1801年兩度於台灣地區擔任台灣北路協副將。任內保薦卓異；隸屬台灣鎮之下的此官職是台灣清治時期中的這階段，台南以北之台灣中南部及北部的駐地最高武官將領。
海隆阿任內最大事蹟為會同守營參將海福至鹿港防守巡查，杜絕海賊蔡牽於鹿港的接濟、消賍、報訊等弊端。